# Lago di Qara'un
Il lago di Qaraʿūn (in arabo بحيرة قرعون‎?) è un lago artificiale che si trova nel Libano, nella parte meridionale della valle della Beqa'. Il lago si trova di fronte alla città di al-Qara'un e dista circa 65 km da Beirut.
Il lago si è formato a seguito di uno sbarramento del fiume Leonte effettuato nel 1959.
La diga, di 60 m di altezza e 1.350 m di lunghezza, è stata realizzata nell'ambito di un programma di sfruttamento del Leonte a fini di produzione di energia elettrica e per l'irrigazione. Una galleria di 6.503 metri porta l'acqua alla centrale idroelettrica sotterranea dove vengono prodotti un massimo di 185 megawatt. La diga è anche in grado di fornire irrigazione per 31000 ettari di terreni agricoli nel Libano meridionale e 8000 ettari nella valle della Beqāʿ.
È possibile visitare la diga i cui uffici sono posti a sud del lago sul lato sinistro. Nei pressi del lago si trovano un albergo e un certo numero di ristoranti specializzati nella cucina delle trote fresche pescate dal lago.